# Francesco Laurana

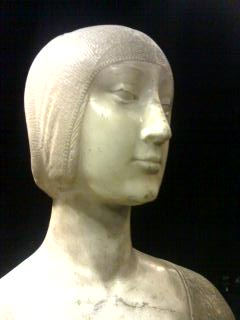
Retrat d'Elionor d'Aragó a la Galleria Nazionale della Sicilia a Palerm, on s'aprecia la forma ovalada del rostre, típica de l'escultura de
Francesco Laurana

Francesco Laurana   (Dalmàcia, 1430 (Gregorià) - Avinyó, 12 de març de 1502 (Gregorià)) Francesco Laurana de la Vrana va ser un escultor i medallista.  també conegut com a Frane Vranjanin. Se’l considera escultor croata i italià.

## Biografia
Laurana va néixer a Vrana, a la vora de Zara, a la Dalmàcia veneciana (ara Zadar, a Croàcia). Després d'aprendre al costat d'un escultor, va començar la seva carrera en solitari a Nàpols, on va acabar l'arc de triomf del Castell Nou per a Alfons V d'Aragó. Després de la mort d'aquest va ser cridat a França, i a la cort de Renat d'Anjou va treballar en una sèrie de medallons per a ell.
De 1466 a 1471 va ser a Sicília. Les obres d'aquest període inclouen la capella Mastrantoni i la tomba de Pietro Speciale a l'església de Sant Francesc a Palerm, la porta lateral de l'església de Santa Margarida a Sciacca, les escultures de la Mare de Déu amb l'Infant a les catedrals de Palerm i Noto, i un Retrat d'Elionor d'Aragó, ara al Palazzo Abatellis a Palerm.
El 1471 va tornar a Nàpols, on va elaborar l'escultura de la Mare de Déu de la capella de Santa Bàrbara. Els anys 1474-1477 Laurana els va passar a Urbino, treballant amb Luciano Laurana. Després es va traslladar novament a França, on el seu taller va realitzar l'altar de Sant Llàtzer a la catedral de Marsella, el retaule del Calvari a Sant Didier d'Avinyó i la tomba de Giovanni Cossa a Santa Marta de Tarascó i de Charles du Maine a Le Mans. Laurana va morir a Marsella o Avinyó, el 1502.

## Obra i estil
Va ser un dels més importants i complexos escultors del segle xv. Es va moure dins de diferents cercles culturals i va estar exposat a diferents influències artístiques. Les seves millors obres van evolucionar des de la tradició als treballs del seu taller, en col·laboració amb altres artistes. Els seus retrats revelen una individualitat creativa que va ser vista com a particularment fascinadora a la fi del segle xix. Encara que és impossible traçar el seu desenvolupament estilístic, la seva obra posterior realitzada a França mostra per a alguns una certa assimilació al realisme, que està absent dels treballs executats a Itàlia.